# Libnotes manobo
Libnotes manobo är en tvåvingeart som först beskrevs av Alexander 1931.  Libnotes manobo ingår i släktet Libnotes och familjen småharkrankar. Inga underarter finns listade i Catalogue of Life.